# Сапанико (Анкона)
Сапанико (итал. Sappanico) насеље је у Италији у округу Анкона, региону Марке.
Према процени из 2011. у насељу је живело 215 становника. Насеље се налази на надморској висини од 252 м.